# Sanitätswachdienst

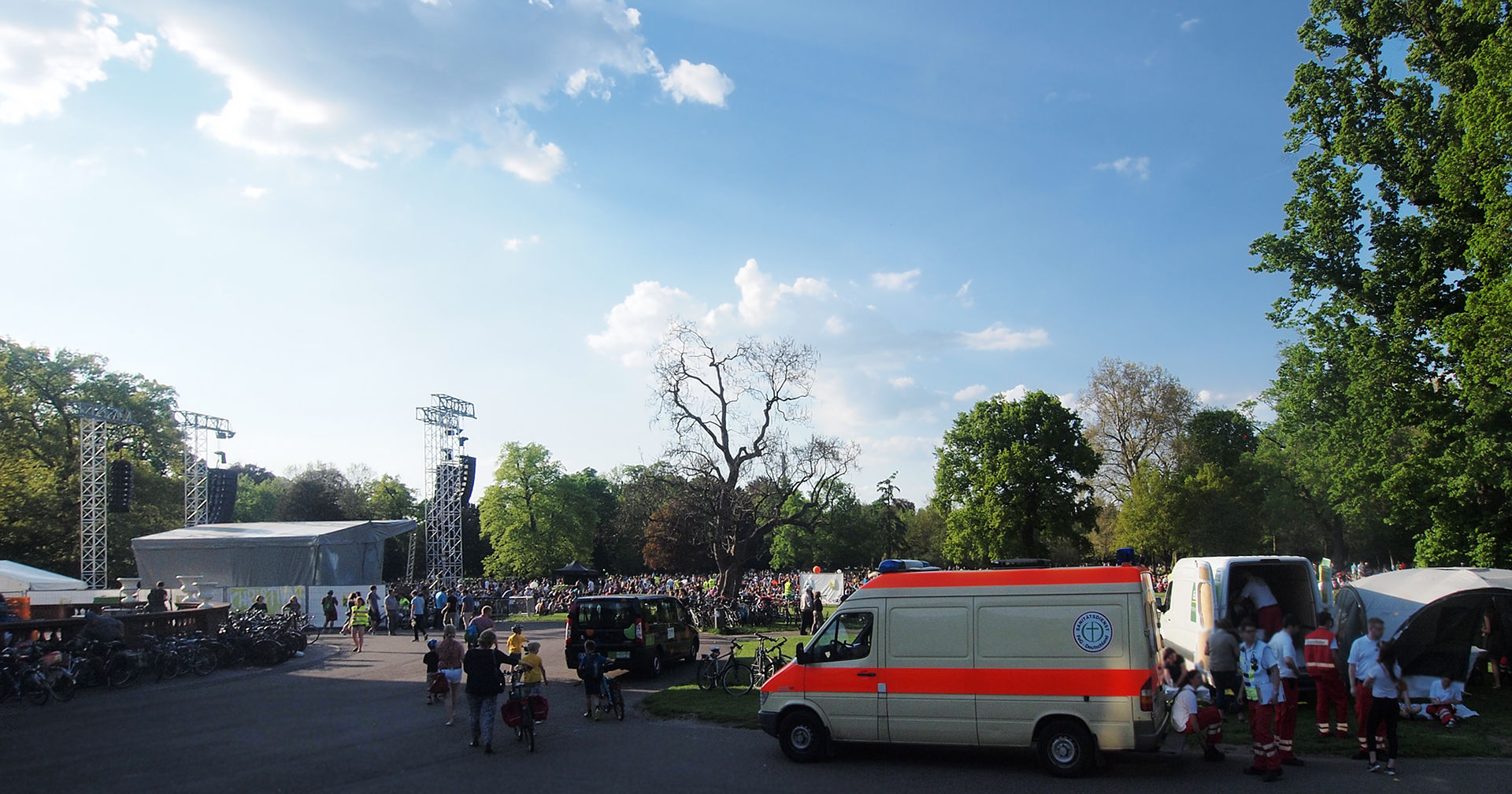
Sanitätsdienst mit Krankenwagen und Sanitätszelt bei einer Großveranstaltung

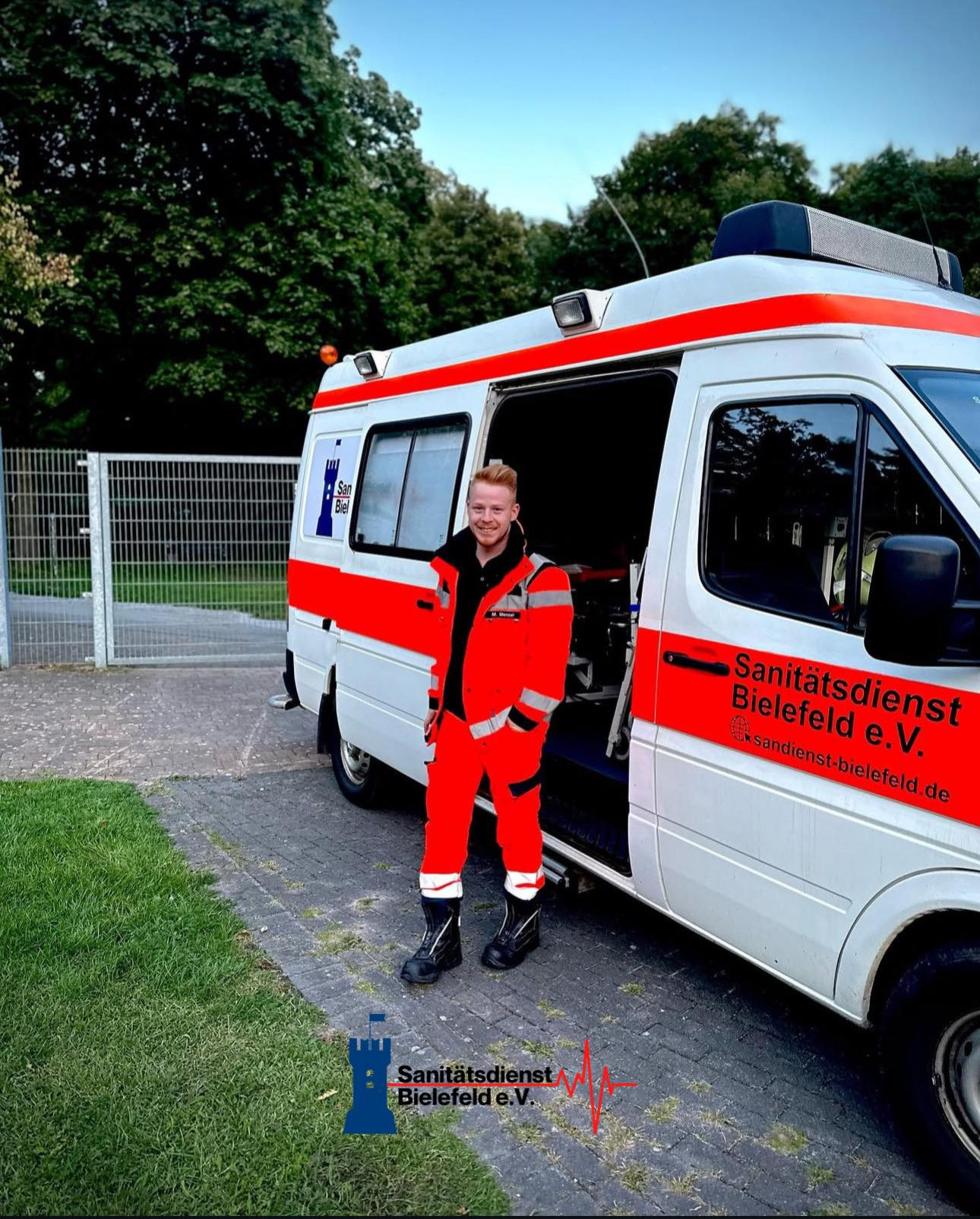
Sanitätsdienst Bielefeld e. V. für NRW, mit KTW (Krankentransportwagen) in Brackwede.

Der Sanitätswachdienst oder Ambulanzdienst ist ein Teil der Notfallvorsorge im Rahmen von Veranstaltungen; er ist nicht Bestandteil der Notfallrettung. Wenn von einem erhöhten Gefahrenpotential ausgegangen wird, wird seitens des Veranstalters im Vorfeld ein Anbieter damit beauftragt, auf Basis der Erkenntnisse einer Gefahrenanalyse einen auf die Veranstaltung abgestimmten Sanitätswachdienst für die gesamte Veranstaltung oder Teile davon zu stellen. Oft werden solche Wachdienste mit den Feuerwehren und Rettungsdiensten abgestimmt und die Zusammenarbeit geregelt. Die Genehmigungsbehörde kann ein Sanitätsdienstkonzept als Anlage zum Sicherheitskonzept verlangen, in welchem die verantwortlichen Personen und die Abläufe niedergeschrieben werden.
Die Bestellung eines Sanitätswachdienstes erfolgt entweder aus eigenem Antrieb des Veranstalters, aufgrund von Vorschriften übergeordneter Verbände wie Reit- oder Motorsportverbände oder aufgrund behördlicher Auflagen. Aufgrund der Verkehrssicherungspflicht des Veranstalters entsteht bei Großveranstaltungen jedoch auch ohne behördliche Auflage die Notwendigkeit, einen Sanitätswachdienst zu stellen.
Der Sanitätswachdienst umfasst sowohl das Personal (Sanitäter, Rettungsdienstmitarbeiter, Notärzte, Betreuungsdiensthelfer, Fernmeldedienst, Führungspersonal) als auch die Ausstattung (Sanitätsstation, Unfallhilfsstellen, Kranken-, Rettungs- und Notarztwagen, Versorgungseinrichtungen, Fernmelde- und Führungsmittel).
Durch den Sanitätswachdienst werden auf der Veranstaltung erkrankte oder verletzte Personen erstversorgt und ggf. dem öffentlichen Rettungsdienst zur weiteren Versorgung und zum Transport in eine Einrichtung der Endversorgung (Krankenhaus, Arztpraxis) übergeben.

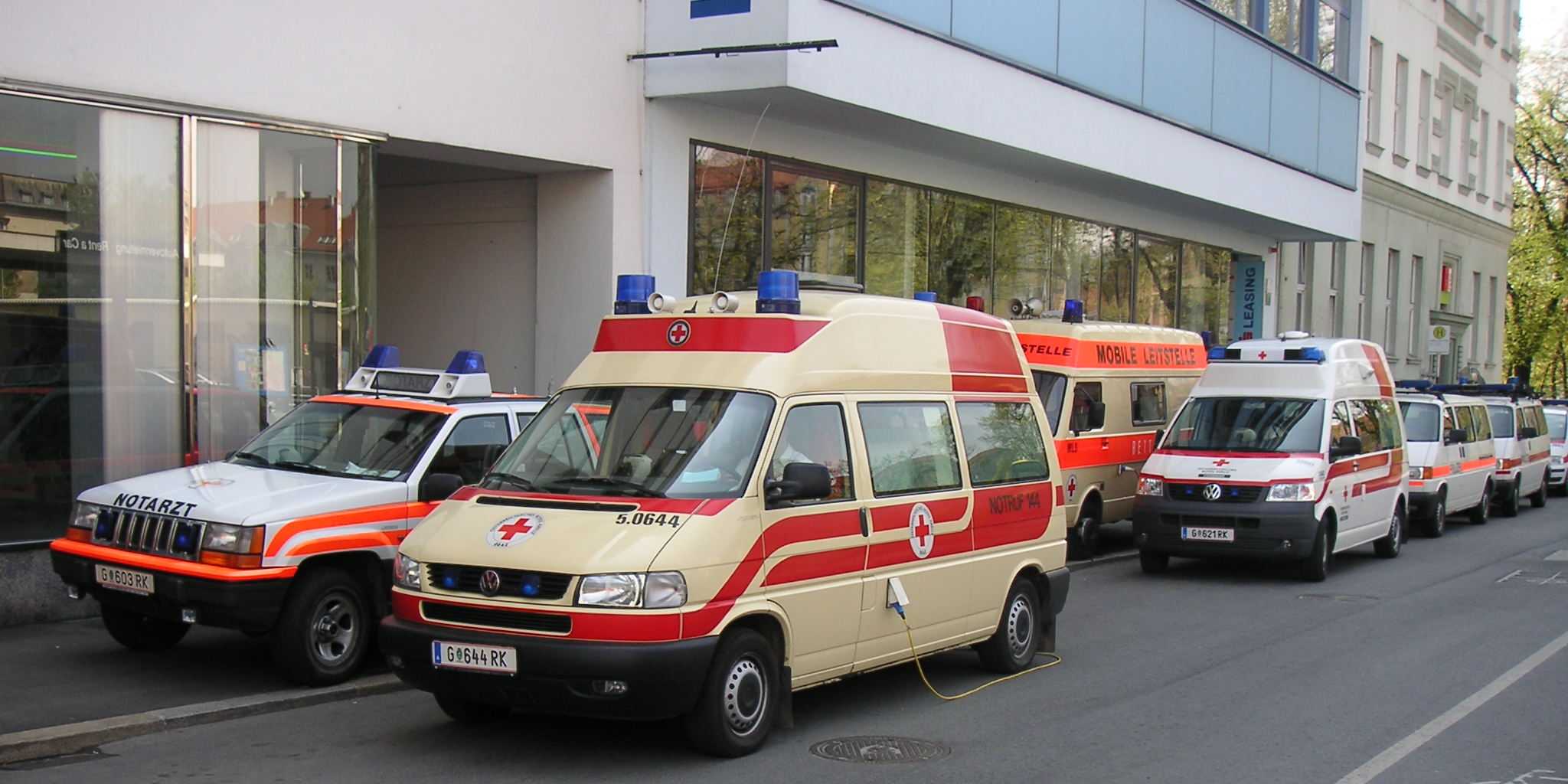
Notarzteinsatzfahrzeug, Rettungswagen und andere Rettungsdienstfahrzeuge bei einem Sanitätswachdienst in Graz

In Ausnahmefällen, zum Beispiel bei besonderer Dringlichkeit, können auch durch Fahrzeuge des Sanitätswachdienstes Transporte in eine geeignete Zielklinik durchgeführt werden. Ferner besteht die Möglichkeit, die Fahrzeuge als primäres Rettungsmittel außerhalb des Veranstaltungsgebietes einzusetzen. Das geschieht nach Absprache zwischen der Einsatzleitung des Sanitätswachdienstes und der zuständigen Leitstelle. Auch generelle Lösungen sind möglich. In diesen Fällen bestehen feste Vereinbarungen zwischen dem zuständigen Rettungsdienstträger und dem Leistungserbringer des Sanitätswachdienstes, oder der Rettungsdienstträger macht den Transport durch Fahrzeuge des Sanitätswachdienstes zur Auflage. Dies geschieht meist bei Großveranstaltungen wie großen Sportveranstaltungen oder Festivals, um die Regelvorhaltung des öffentlichen Rettungsdienstes nicht über Gebühr zu belasten.
Auch wenn die Leistungserbringer üblicherweise mit ehrenamtlichem Personal arbeiten, entstehen dem Leistungsnehmer in der Regel dennoch Kosten. Die Aufwendungen für die teilweise umfangreiche medizinische Ausstattung und Ausbildung, die Fahrzeuge und die Schutzkleidung der Einsatzkräfte müssen ebenfalls aufgebracht werden. Darüber hinaus entstehen Kosten für die Vorhaltung von Materialien. Die Refinanzierung erfolgt oft ganz oder in Teilen über Sanitätswachdienste. Die genaue Kostenzusammensetzung, die dem Leistungsnehmer in Rechnung gestellt wird, variiert. Üblicherweise werden aber Pro-Kopf-Beträge für die Einsatzkräfte berechnet und Pauschalen für das eingesetzte Material, z. B. Zelte oder Rettungswagen.

## Anbieter von Sanitätswachdiensten
Anbieter von Sanitätswachdiensten sind u. a.:
- gemeinnützige Hilfsorganisationen
  - der Arbeiter-Samariter-Bund Deutschland bzw. der Arbeiter-Samariter-Bund Österreichs,
  - das Deutsche Rote Kreuz oder das Österreichische Rote Kreuz,
  - die Deutsche Lebens-Rettungs-Gesellschaft
  - die Johanniter-Unfall-Hilfe in Deutschland und Österreich
  - der Malteser Hilfsdienst oder der Malteser Hospitaldienst
  - der MKT Verein für Rettungsdienst und Katastrophenschutz in Bayern
  - das MHW Medizinische Katastrophen-Hilfswerk Deutschland
  - der Nothelfer-Verein
  - der Sanitätsdienst Bielefeld e. V.[1], im gesamten NRW.
  - weitere gemeinnützige Organisationen, die in dem Bereich tätig sind
- private Unternehmen
  - die Falck Rettungsdienst GmbH
  - die G.A.R.D. – Gemeinnützige Ambulanz und Rettungsdienst GmbH
  - die MSO – Medizinische Service Organisation, inh. Maurice Michel[2]
  - diverse kleinere, oft lokal tätige Unternehmen
- einige Security-Unternehmen verbinden ihre Aufgabe mit dem Angebot eines Sanitätswachdienstes
- sowie Feuerwehren (sofern im Sanitätsdienst tätig)

Manche Polizeibehörden betreiben bei als gefährlich eingeschätzten Lagen ebenfalls einen Sanitätswachdienst mit eigenen Krankenfahrzeugen. Diese speziellen Polizeifahrzeuge sind ausschließlich zur medizinischen Erstversorgung sowie für den Transport verletzter Polizeivollzugsbeamter gedacht. Grund für die Bereitstellung ist die Fürsorgepflicht für die Beamten. I.d.R. ist der polizeiärztliche Dienst für die Besetzung der polizeieigenen Rettungsmittel verantwortlich.

## Gesetzliche Grundlagen
In Deutschland gibt es wenige konkrete Gesetze, die sich mit der Einrichtung und dem Betrieb eines Sanitätswachdienstes befassen. Grundlagen ergeben sich aus den allgemeinen Bestimmungen für Veranstaltungen, welche die Möglichkeit geben, Auflagen zur Abwehr einer Gefahr zu erlassen. In einigen Bundesländern gibt es konkrete Vorschriften.
| Bundesland          | Gesetz |
| ------------------- | --- |
| Deutschland         | - Versammlungsgesetz (VersammG) - Gewerbeordnung (GewO) - Luftverkehrsgesetz (LuftVG) - Straßenverkehrsordnung (StVO) |
| Hessen              | - weiterführend: Broschüre „Einsatzplanung für den Sanitätsdienst bei Großveranstaltungen“ als Erlass vom 2. Oktober 2000                                                                                                   |
| Nordrhein-Westfalen | - Versammlungsstättenverordnung (VStättVO NRW) - Ordnungsbehördengesetz Nordrhein-Westfalen (OBG NRW) - weiterführend: Runderlass V C 6 – 0713.1.7 A des Ministeriums für Arbeit, Gesundheit und Soziales vom 25. Juni 1993 |
| Rheinland-Pfalz     | - Landesgesetz über den Brandschutz, die allgemeine Hilfe und den Katastrophenschutz (LBKG) |